# Corytophanes percarinatus
Corytophanes percarinatus là một loài thằn lằn trong họ Corytophanidae. Loài này được Duméril mô tả khoa học đầu tiên năm 1856.